# System Capital Management
PrAT System Capital Management (in ucraino ПрАТ «Систем Кепітал Менеджмент»?, PrAT "System Kepital Menedžment"), o semplicemente SCM, è un conglomerato multinazionale ucraino attivo nel settore degli investimenti; fondato nel 2000 è controllato dall'imprenditore Rinat Achmetov.
È attiva prevalentemente nei settori di: agricoltura, attività minerarie, energia, ingegneria, media, siderurgia e telecomunicazioni. Attraverso la propria holding cipriota, SCM Holdings, controlla il conglomerato multinazionale minerario-siderurgico Metinvest e il gruppo energetico DTEK.